# Hohenborn (Zierenberg)
Hohenborn ist der kleinste Stadtteil von Zierenberg im nordhessischen Landkreis Kassel mit weniger als 20 Einwohnern.

## Geschichte

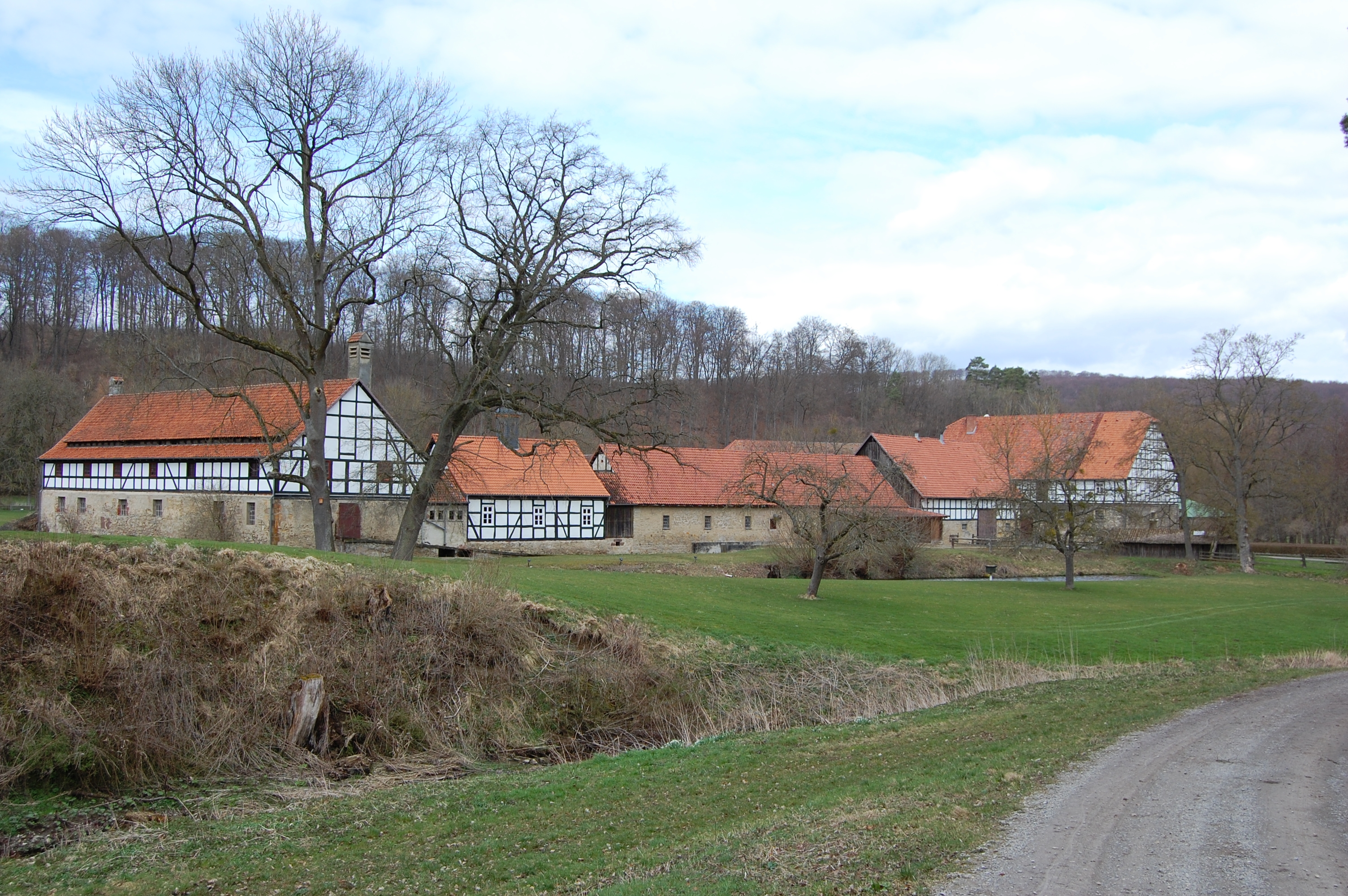
Gut Hohenborn

### Ortsgeschichte
Urkundlich wurde Hohenborn im Jahr 1560 als Rittergut erstmals erwähnt, als Silvester von der Malsburg seiner Tochter Anna von Büren das Haus Hohenborn als Brautschatz verschrieb. 1850 kaufte Kurfürst Friedrich Wilhelm I. von Hessen das Gut. Später gehörte es seinem nicht standesgemäßen Nachkommen, dem Prinzen von Hanau. Dieser veräußerte das Gut 1893 an Adolf von Wild, später Wild von Hohenborn. Seit den 1920er Jahren ist es im Besitz der Erben des Berliner Bankiers Ernst Enno Russell.
Im Zuge der Gebietsreform in Hessen wurde Hohenborn auf freiwilliger Basis am 31. Dezember 1970 in die Stadt Zierenberg eingemeindet. Für Hohenborn wurde ein Ortsbezirk mit Ortsbeirat und Ortsvorsteher nach der Hessischen Gemeindeordnung eingerichtet. Aktuell (2020) besteht für Hohenborn kein Ortsbeirat.

### Verwaltungsgeschichte im Überblick
Die folgende Liste zeigt die Staaten und Verwaltungseinheiten, in denen Hohenborn lag:
- vor 1567: Heiliges Römisches Reich, Landgrafschaft Hessen, Amt Zierenberg
- ab 1567: Heiliges Römisches Reich, Landgrafschaft Hessen-Kassel, Amt Zierenberg
- ab 1806: Landgrafschaft Hessen-Kassel, Amt Zierenberg
- 1807–1813: Königreich Westphalen, Departement der Fulda, Distrikt Kassel, Kanton Zierenberg
- ab 1815: Kurfürstentum Hessen, Amt Zierenberg[7]
- ab 1821: Kurfürstentum Hessen, Provinz Niederhessen, Kreis Wolfhagen[8]
- ab 1848: Kurfürstentum Hessen, Bezirk Kassel
- ab 1851: Kurfürstentum Hessen, Provinz Niederhessen, Kreis Wolfhagen
- ab 1867: Königreich Preußen, Provinz Hessen-Nassau, Regierungsbezirk Kassel, Kreis Wolfhagen
- ab 1871: Deutsches Reich, Königreich Preußen, Provinz Hessen-Nassau, Regierungsbezirk Kassel, Kreis Wolfhagen
- ab 1918: Deutsches Reich, Freistaat Preußen, Provinz Hessen-Nassau, Regierungsbezirk Kassel, Kreis Wolfhagen
- ab 1944: Deutsches Reich, Freistaat Preußen, Provinz Kurhessen, Landkreis Wolfhagen
- ab 1945: Amerikanische Besatzungszone, Groß-Hessen, Regierungsbezirk Kassel, Landkreis Wolfhagen
- ab 1949: Bundesrepublik Deutschland, Land Hessen (seit 1946), Regierungsbezirk Kassel, Landkreis Wolfhagen
- ab 1972: Bundesrepublik Deutschland, Land Hessen, Regierungsbezirk Kassel, Landkreis Kassel

## Bevölkerung

### Einwohnerstruktur 2011
Nach den Erhebungen des Zensus 2011 lebten am Stichtag dem 9. Mai 2011 in Hohenborn 18 Einwohner. Darunter waren keine Ausländer.
Nach dem Lebensalter waren 3 Einwohner unter 18 Jahren, 9 zwischen 18 und 49, 3 zwischen 50 und 64 und 3 Einwohner waren älter. Die Einwohner lebten in 9 Haushalten. Davon waren 3 Singlehaushalte, keine Paare ohne Kinder und 3 Paare mit Kindern, sowie keine Alleinerziehende und keine Wohngemeinschaften. In keinen Haushalten lebten ausschließlich Senioren und in 6 Haushaltungen lebten keine Senioren.

### Einwohnerentwicklung
Quelle: Historisches Ortslexikon
- 1747: eine Haushaltung
- 1885: 7 Wohnhäuser mit 58 Bewohnern
- 1961: 72 Einwohner, davon 66  evangelische (= 91,67 %), 6 katholische (= 8,33 %)

| Hohenborn: Einwohnerzahlen von 1939 bis 2021 | Hohenborn: Einwohnerzahlen von 1939 bis 2021 | Hohenborn: Einwohnerzahlen von 1939 bis 2021 | Hohenborn: Einwohnerzahlen von 1939 bis 2021 | Hohenborn: Einwohnerzahlen von 1939 bis 2021 |
| --- | -------------------------------------------- | -------------------------------------------- | -------------------------------------------- | -------------------------------------------- |
| Jahr |                                              |                                              |                                              | Einwohner                                    |
| 1939 | 1939                                         |                                              | 92                                           | 92                                           |
| 1946 | 1946                                         |                                              | 193                                          | 193                                          |
| 1950 | 1950                                         |                                              | 198                                          | 198                                          |
| 1956 | 1956                                         |                                              | 127                                          | 127                                          |
| 1961 | 1961                                         |                                              | 72                                           | 72                                           |
| 1967 | 1967                                         |                                              | 30                                           | 30                                           |
| 1970 | 1970                                         |                                              | 34                                           | 34                                           |
| 1980 | 1980                                         |                                              | ?                                            | ?                                            |
| 1990 | 1990                                         |                                              | ?                                            | ?                                            |
| 2000 | 2000                                         |                                              | ?                                            | ?                                            |
| 2011 | 2011                                         |                                              | 18                                           | 18                                           |
| 2015 | 2015                                         |                                              | 15                                           | 15                                           |
| 2021 | 2021                                         |                                              | 16                                           | 16                                           |
| Datenquelle: Historisches Gemeindeverzeichnis für Hessen: Die Bevölkerung der Gemeinden 1834 bis 1967. Wiesbaden: Hessisches Statistisches Landesamt, 1968. Weitere Quellen: bis 1970; Stadt Zierenberg; Zensus 2011 |                                              |                                              |                                              |                                              |

## Sehenswürdigkeiten
Die Fachwerkhäuser waren Kulisse für viele Außenaufnahmen des dreiteiligen Fernsehspiels „Der Winter, der ein Sommer war“ von Fritz Umgelter aus dem Jahre 1976 nach dem Roman von Sandra Paretti.